# Circumraggio
In geometria, il circumraggio è il raggio del circumcerchio di un triangolo, pari alla distanza che separa il circocentro da uno qualsiasi dei suoi vertici.
Più in generale tale nome può designare anche il raggio della circonferenza circoscritta a un poligono ciclico qualsiasi, o della sfera circoscritta ad alcuni poliedri.

## Nel triangolo
La lunghezza del circumraggio è data dalla seguente relazione:
{\displaystyle R={\frac {abc}{4\Delta }},}
dove {\displaystyle a,b,c} sono i lati del triangolo e {\displaystyle \Delta } è la sua area, che può essere calcolata con la formula di Erone.

### Dimostrazione
Sia {\displaystyle CH} l'altezza relativa ad {\displaystyle AB} e 
{\displaystyle h:={\overline {CH}}.}
Si ricordi inoltre che
{\displaystyle a:={\overline {BC}};}
{\displaystyle b:={\overline {AC}};}
{\displaystyle c:={\overline {AB}}.}
Sia {\displaystyle AD} il diametro della circonferenza circoscritta al triangolo {\displaystyle ABC} passante per {\displaystyle A}. I triangoli {\displaystyle CBH} e {\displaystyle ACD} sono simili quindi vale la relazione
{\displaystyle h:b=a:2R,}
ossia
{\displaystyle 2R={\frac {ab}{h}}={\frac {abc}{2{\frac {ch}{2}}}}={\frac {abc}{2\Delta }}}
e dividendo per 2 ambo i membri segue la tesi.

### Esempi
Nel triangolo rettangolo, essendo il circocentro il punto medio dell'ipotenusa {\displaystyle i}, il circumraggio è uguale alla metà di questa
{\displaystyle R={\frac {i}{2}}={\frac {1}{2}}{\sqrt {a^{2}+b^{2}}}.}
Nel triangolo equilatero si ha {\displaystyle R={\frac {l}{\sqrt {3}}}.}

## Relazioni con l'inraggio
Il circumraggio è in stretta relazione con l'inraggio {\displaystyle r}, il raggio della circonferenza inscritta, e con {\displaystyle s,} il semiperimetro: 
{\displaystyle R={\frac {abc}{4rs}}={\frac {abc}{4\Delta }}={\frac {r}{\cos \alpha +\cos \beta +\cos \gamma }},}
Inoltre utilizzando il teorema dei seni si ha:
{\displaystyle R={\frac {a}{2\sin \alpha }}={\frac {b}{2\sin \beta }}={\frac {c}{2\sin \gamma }}.}

## Nei poligoni in generale
Nei quadrilateri ciclici in generale la formula è
{\displaystyle R={\frac {1}{4}}{\sqrt {\frac {(ab+cd)(ac+bd)(ad+bc)}{(s-a)(s-b)(s-c)(s-d)}}},}
invece per un poligono regolare di {\displaystyle n} lati di lunghezza {\displaystyle l} è  
{\displaystyle R={\frac {1}{2}}l\csc {\left({\frac {\pi }{n}}\right)};}
qui {\displaystyle \csc } denota la funzione cosecante.